# مروان حامد
مروان حامد (عربی: مروان حامد؛ زادهٔ ۱ ژانویهٔ ۱۹۷۷) کارگردان فیلم اهل مصر است.